# PDCD6IP
PDCD6IP‏ (Programmed cell death 6 interacting protein) هوَ بروتين يُشَفر بواسطة جين PDCD6IP في الإنسان.